# Сарыэмель
Сарыэмель (кит. упр. 沙拉依灭勒河) — река в Синьцзян-Уйгурском автономном районе Китая.

## География
Река начинается в долине Хотанаши у южного склона хребта Тарбагатай, и течёт на запад с уклоном к югу. Северо-восточнее административного центра уезда Дурбульджин она сливается с рекой Караэмель, образуя реку Эмель.